# Округ Пало Алто (Ајова)
Округ Пало Алто (енгл. Palo Alto County) је округ у америчкој савезној држави Ајова.

## Демографија
По попису из 2010. године број становника је 9.421, што је 726 (-7,2%) становника мање 2000. године.
| Група             | 2000.         | 2010.         |
| Белци             | 9.956 (98,1%) | 9.108 (96,7%) |
| Афроамериканци    | 9 (0,1%)      | 44 (0,5%)     |
| Азијати           | 31 (0,3%)     | 31 (0,3%)     |
| Хиспаноамериканци | 77 (0,8%)     | 152 (1,6%)    |
| Укупно            | 10.147        | 9.421         |